# Der Bagnosträfling (1949)
Der Bagnosträfling ist ein deutscher Spielfilm aus dem Jahre 1949 von Gustav Fröhlich mit Paul Dahlke in der Titelrolle. Die Geschichte wurde nach Motiven von Honoré de Balzac gestaltet.

## Handlung
Frankreich, in der spätnapoleonischen Ära. Robert de Troissaules und sein jüngerer Bruder Pierre sind von adeliger Herkunft und doch in ihrem Wesen grundverschieden. Frankreich erleidet bei der Völkerschlacht bei Leipzig 1813 eine schwere Niederlage, und seitdem sind die heimischen Truppen nur noch auf dem Rückzug. In diesen Zeiten politischer Wirren verübt Robert einen Überfall auf einen für die Nationalbank Frankreich bestimmten Goldtransport. Der Coup gelingt, doch verrät Roberts eigene Ehefrau Cyprienne, die Roberts Bruder Pierre liebt, ihren Gatten an die Polizei, die bald daraufhin Robert verhaftet und in Ketten legt. Sein Strafmaß lautet 15 Jahre. Als so genannter Bagnosträfling wird der Verbrecher deportiert und eines Tages sogar für tot erklärt. Während Robert ein jämmerliches Dasein fristet, macht Bruder Pierre Karriere bei der Staatsmacht und steigt bis zum Polizeipräfekten auf.
Eines Tages wird erneut ein Überfall auf die Bank von Frankreich verübt, und Pierre nimmt sofort an, dass nur sein Bruder dahinter stecken kann. Tatsächlich ist Robert in der Zwischenzeit aus dem Bagno entflohen. Bald darauf hat seine Mutter sogar eine Begnadigung ihres fehlgeleiteten Ältesten durchgesetzt. Tatsächlich ist Robert wieder nach Paris zurückgekehrt und hat, nachdem er den Überfall begangen hatte, seine Spuren verwischt und auf den gesetzestreuen Pierre gelenkt. Der aber ist nicht bereit, für die Schlechtigkeit des großen Bruders einzustehen und stellt diesem eine Falle. Im Hause beider Mutter Eugénie, der Marquise de Troissaules, kann Robert gefasst und verhaftet werden. Nun ist auch Cyprienne endlich frei für Pierre, und beide können ihre gemeinsame Zukunft planen.

## Produktionsnotizen
Der Bagnosträfling entstand im Juni/Juli 1949 als eine der ersten westdeutschen Großproduktionen im Filmstudio Bendestorf, in Bendestorf und in Buxtehude und wurde am 26. August 1949 in Göttingen uraufgeführt.
Helmuth Volmer wirkte als Produktionsleiter. Franz Schroedter entwarf die aufwendigen Filmbauten, Theo Zwierski assistierte ihm dabei. Heinrich Beisenherz wirkte dabei als Kunstmaler. Das Architektentrio schuf u. a. am Dorfrand von Bendestorf eine gesamte Pariser Straßenkulisse nach. Margot Ütvar gestaltete die Kostüme. Martin Müller sorgte für den guten Ton.

## Kritiken
In Der Spiegel war zu lesen: „Alle Zutaten für einen echten Abenteuerfilm werden aus der Weltliteratur gratis geliefert: Ueberfälle auf das Gold der Bank von Frankreich, Verfolgungsszenen im unterirdischen Paris. Giftmord und Bagnoqualen. Außer der napoleonischen Pariser Wildwest-Romantik gibt es starke Seeleneffekte. Von Käthe Dorsch als Mutter geht ein Strom der Menschlichkeit ins Parkett. Der Taschentuch-Verbrauch ist erheblich.“
Die Zeit verortete bei der Premiere des Films „spannende Atmosphäre der Unterwelt, Giftmord, sentimentales Familienglück …“

„Aufwendiger, etwas umständlich erzählter Abenteuerfilm.“